# Rory McCann
Rory McCann (Glasgow, 24 de abril de 1969) es un actor británico, famoso por interpretar a Sandor Clegane en la popular serie de la HBO Juego de Tronos.

## Biografía
Nacido y criado en la ciudad de Glasgow, McCann tuvo su primera experiencia con el mundo del cine trabajando como extra en la película Willow. Según él mismo ha narrado muchas veces, buscaban a dos tipos grandes que hicieran de borrachos, a lo que McCann levantó la mano y exclamó: "Mido 6’6” (1,98 m) y soy de Glasgow". Le dieron el trabajo pero finalmente lo despidieron por no poder parar de reír mientras grababan la escena.
Durante su juventud tuvo muchos trabajos, entre ellos como cantante de la banda Thundersoup.
Su gran oportunidad llegó mientras trabajaba pintando el Forth Bridge. Rory McCann fue escogido para ser la imagen de la famosa Scott's Porage Oats. En los anuncios, McCann aparece como un típico escocés, vestido con una camisa de tirantes y un kilt, resiste el frío con el calor interno de las Scotts' Porridge Oats. A causa de esto la gente solía llamarlo “el tipo de las Porridge Oats (gachas)” y le pedían constantemente "levántate el kilt”.
Desde entonces desempeñó pequeños papeles en el cine y en la televisión. Entre 2002 y 2003 participó en las dos temporadas de la serie The Book Group, por cuya interpretación ganó un BAFTA escocés. En esta serie de culto, Rory McCann interpreta a Kenny McLeod, un joven tímido que quedó parapléjico tras un accidente de escalada. Este personaje está basado en el propio McCann, que sufrió un accidente mientras realizaba un ascenso sin las protecciones apropiadas, cayó una altura de unos 30 metros, pero a diferencia de su personaje, sobrevivió sin ninguna secuela.
Su debut en Hollywood llegó de la mano de Oliver Stone, en la película Alexander. En principio su papel iba a ser pequeño pero le dieron más diálogo después de que Brian Blessed cayese enfermo. En esta película se ganó su fama de bromista, poniendo una serpiente falsa dentro del sombrero de Stone.
En 2010 consiguió el papel de Sandor Clegane en la serie Juego de tronos, la adaptación televisiva de la saga de novelas Canción de hielo y fuego. Según el actor, es el mejor papel que jamás le hayan dado hasta el momento.

## Curiosidades
Además de actor y cantante McCann es músico de piano, armónica, guitarra, ukelele, banjo y mandolina.
Para el papel de Kenny McLeod, McCann se estuvo entrevistando con varias personas discapacitadas que le ayudaron a preparar su papel y pasó un día entero en silla de ruedas para aprender de la experiencia.
McCann es uno de los pocos actores que ha leído los libros de Canción de Hielo y Fuego, y cuando conoció a George R. R. Martin llevó su libro Juego de Tronos para que se lo firmara. El ejemplar estaba dañado y olía a humo ya que McCann lo había leído estando de acampada. Cuando Martin lo vio exclamo: "¿Qué ***** le has hecho a mi libro?"
McCann ha participado en dos cortometrajes de género indie: "Casting" y "Jack and Jill".

## Filmografía

### Cine
| Año  | Título                     | Rol               | Notas                       |
| ---- | -------------------------- | ----------------- | --------------------------- |
| 1999 | Ratcatcher                 | Gordon            | Sin acreditar               |
| 2000 | Pasty Faces                | Goon              |                             |
| 2003 | The Devil's Tattoo         | Eric              |                             |
| 2003 | Young Adam                 | Sam               |                             |
| 2004 | Alejandro Magno            | Crátero           |                             |
| 2005 | Beowulf & Grendel          | Breca             |                             |
| 2006 | Sixty Six                  | Policía           |                             |
| 2007 | Hot Fuzz                   | Michael Armstrong |                             |
| 2008 | The Crew                   | Moby              |                             |
| 2009 | Solomon Kane               | McNess            |                             |
| 2010 | Furia de titanes           | Belo              |                             |
| 2011 | Season of the Witch        | Comandante        | Acreditado como Rory McCann |
| 2015 | Slow West                  | John Ross         |                             |
| 2017 | xXx: Return of Xander Cage | Tennyson Torch    |                             |
| 2019 | Jumanji: The Next Level    | Jurgen The Brutal |                             |

### Televisión
| Año       | Título                       | Rol             | Notas                                  |
| --------- | ---------------------------- | --------------- | -------------------------------------- |
| 1999      | Coming Soon                  | Fergus          | Telefilme                              |
| 2000      | Randall & Hopkirk (Deceased) | Gorila          | Episodio: "Mental Apparition Disorder" |
| 2000      | Monarch of the Glen          | Roger           | Episodio: n.º 1.6                      |
| 2002      | London's Burning             | Keith           | Episodio: n.º 14.7                     |
| 2002–2003 | The Book Group               | Kenny McLeod    | 12 episodios                           |
| 2003      | Peter in Paradise            | Peter el Grande | Telefilme                              |
| 2003      | State of Play                | Stuart Brown    | Episodio: n.º 1.1 Sin acreditar        |
| 2003      | Rockface                     | Adam            | 6 episodios                            |
| 2005      | Days of Darkness             | John Penney     |                                        |
| 2006      | Shameless                    | Padre Critchon  | 2 episodios                            |
| 2008      | Heroes and Villains          | Atila           | Episodio: "Attila the Hun"             |
| 2010      | Freddi                       | Sr. Thompson    |                                        |
| 2011      | The Jury                     | Derek Hatch     | 5 episodios                            |
| 2011–2019 | Juego de tronos              | Sandor Clegane  | (Temporadas 1–4, 6–8); 38 episodios    |
| 2015      | Banished                     | Marston         | 4 episodios                            |